# Stelletta ventricosa
Stelletta ventricosa är en svampdjursart som beskrevs av Topsent 1904. Stelletta ventricosa ingår i släktet Stelletta och familjen Ancorinidae. Inga underarter finns listade i Catalogue of Life.